# Büschelige Scheinaster
Die Büschelige Scheinaster oder Büschelige Schein-Aster (Vernonia fasciculata) ist eine Pflanzenart aus der Gattung der Scheinastern (Vernonia).

## Merkmale
Die Büschelige Scheinaster ist eine ausdauernde, krautige Pflanze, die Wuchshöhen von 30 bis 120 Zentimeter erreicht. Die Blätter sind an der Unterseite kahl und besitzen Grübchen. Die äußeren Pappusstrahlen sind ungleich borstenförmig und nicht schuppenförmig. Die Köpfe bestehen aus 12 bis 25 Blüten. Die Hülle misst 5 bis 8 × 4 bis 6 Millimeter. Die Hüllblätter sind spitz oder gerundet.
Die Chromosomenzahl beträgt 2n = 34 für Vernonia fasciculata subsp. corymbosa.

## Vorkommen
Die Büschelige Scheinaster kommt im Norden der mittleren USA vor.

## Nutzung
Die Büschelige Scheinaster wird sehr selten als Zierpflanze für Naturgärten genutzt.